# شهرستان نوکن
شهرستان نوکن (به قرقیزی: Ноокен району، نووكەن رايونۇ) یک شهرستان در قرقیزستان است که در استان جلال‌آباد واقع شده‌است.

## خصوصیات
شهرستان نوکن  ۲٬۳۳۶ کیلومترمربع مساحت دارد.